# Silke Renk
Silke Renk (Querfurt, 30 giugno 1967) è un'ex giavellottista tedesca.

## Biografia
Ai Giochi della XXV Olimpiade vinse l'oro nel lancio del giavellotto ottenendo un risultato migliore della russa Natallja Šykolenka (medaglia d'argento) e della tedesca Karen Forkel.

## Palmarès
| Anno | Manifestazione  | Sede       | Evento                 | Risultato | Misura  | Note |
| ---- | --------------- | ---------- | ---------------------- | --------- | ------- | ---- |
| 1988 | Giochi olimpici | Seul       | Lancio del giavellotto | 5ª        | 66,38 m |      |
| 1989 | Universiadi     | Duisburg   | Lancio del giavellotto | Oro       | 66,10 m |      |
| 1990 | Europei         | Spalato    | Lancio del giavellotto | 4ª        | 64,76 m |      |
| 1991 | Mondiali        | Tokyo      | Lancio del giavellotto | Bronzo    | 66,80 m |      |
| 1992 | Giochi olimpici | Barcellona | Lancio del giavellotto | Oro       | 68,34 m |      |
| 1993 | Mondiali        | Stoccarda  | Lancio del giavellotto | 6ª        | 64,00 m |      |
| 1995 | Mondiali        | Göteborg   | Lancio del giavellotto | 13ª       | 59,86 m |      |
| 1996 | Giochi olimpici | Atlanta    | Lancio del giavellotto | 13ª       | 59,70 m |      |
| 1997 | Mondiali        | Atene      | Lancio del giavellotto | 13ª       | 60,72 m |      |